# Salem (Suecia)
Salem es una localidad de Suecia. Se localiza en la provincia de Estocolmo.
Salem ocupa una superficie de 54 km², y alberga una población de 14.612 habitantes.

## Curiosidades
- El nombre de la ciudad procede de Jerusalén.

- Datos: Q1022295
- Multimedia: Salem Municipality / Q1022295